# الأخت الكبرى
الأخت الكبرى هي لوحة زيتية للفنان الفرنسي ويليام بوغيرو رسمها عام 1869. حصل عليها متحف الفنون الجميلة في هيوستن في عام 1992 كهدية من شخص مجهول.